# کلایتویل (جورجیا)
کلایتویل (به انگلیسی: Clyattville) یک منطقهٔ مسکونی در ایالات متحده آمریکا است که در شهرستان لاندس، جورجیا واقع شده‌است.